# NGC 1716
NGC 1716 ist eine Balken-Spiralgalaxie vom Hubble-Typ SBbc im Sternbild Hase (lateinisch Lepus) am Südsternhimmel. Sie ist schätzungsweise 299 Millionen Lichtjahre von der Milchstraße entfernt und hat einen Durchmesser von etwa 130.000 Lichtjahren.

Im selben Himmelsareal befindet sich unter anderem die Galaxie NGC 1692.
Das Objekt wurde am 11. Dezember 1835 vom britischen Astronomen John Herschel entdeckt.